# Chiridota aponocrita
Chiridota aponocrita is een zeekomkommer uit de familie Chiridotidae.
De wetenschappelijke naam van de soort werd in 1920 gepubliceerd door Austin Hobart Clark.